# Bat-Erdenijn Erdenesuwd
Bat-Erdenijn Erdenesuwd (mong. Бат-Эрдэнийн Эрдэнэсувд; ur. 2001) – mongolska zapaśniczka walcząca w stylu wolnym. Zajęła piąte miejsce na mistrzostwach świata w 2022, a także na mistrzostwach Azji w 2023. Trzecia w Pucharze Świata w 2022. Trzecia na MŚ kadetów w 2018 roku.